# 简·萨维尔
简·萨维尔（英語：Jane Saville，1974年11月5日—），澳大利亚女子田径运动员。她曾代表澳大利亚参加1996年、2000年、2004年和2008年夏季奥林匹克运动会田径比赛，其中2004年奥运会获得一枚铜牌。